# Electrosonic Festival
'Electrosonic Festival és un festival de música, art i pensament electrònic celebrat al parc natural de Fuentes Blancas, a la província de Burgos.
Durant les seves quatre primeres edicions, Electrosonic Festival s'ha posicionat dins el grup de festivals líders a nivell nacional i europeu arribant en tan sols quatre anys als 25.000 assistents.
Organitzat per les productores Phrenetic Society i Orosco Producciones ambdues dedicades a l'organització d'esdeveniments i contractació d'artistes.
El festival recull tots els estils de música electrònica des del techno fins al house passant per l'electro i la música minimalista.

## Història
"Electrosonic Festival" té la intenció de democratitzar l'ampli ventall de possibilitats que ofereix la cultura electrònica i fer-la arribar al públic en general, ja que mitjançant aquesta cultura es pot ajudar a la societat a entendre la música electrònica.
"Electrosonic Festival", per tant, no opta únicament pels esdeveniments musicals, sinó que busca crear un entorn cultural on s'exposin les diferents àrees que engloben el canviant panorama de l'art digital, la creació audiovisual i els últims avenços tecnològics.

### Programació del festival
- "Electrosonic Media" (Programació diürna)

És la part més educativa i a la vegada la més experimental del festival. Es du a terme en els llocs amb més atractiu turístic i històric de la ciutat, per facilitar que els assistents puguin descobrir la bellesa d'aquesta.
Els tallers d'"Electrosonic Media" de l'edició 2007 es van celebrar tant a la Casa de la Dona de Burgos com al Centre d'Art "Caja de Burgos" (CAB) situats, ambdós edificis, a les proximitats de l'església gòtica de "San Esteban". El fet que estiguin situats prop del centre històric de la ciutat aproxima als assistentes dels tallers a l'atractiu recorregut cultural, que partint de la Catedral de Burgos permet visitar l'església de Sant Nicolas, l'interessant museu del Retaule i el conjunt recentment rehabilitat de la fortalesa del Castell de Burgos.
- "Electrosonic Festival" (Programació nocturna)

Ubicat al frondós paisatge de "Fuentes Blancas", és l'únic festival celebrat en un parc natural.
Milers de persones de totes les edats i procedents de tota la geografia nacional i europea es reuneixen a la capital burgalesa per gaudir de les diferents vessants de la música electrònica i de la cultura digital.
Sens dubte Electrosonic Festival és un esdeveniment ineludible per als aficionats a la música electrònica, el techno, el house, l'electro i el minimal i per això les seves dates es reserven amb antelació a les agendes dels seguidors d'aquests estils musicals.

### Pensament electrònic
L'art, la fotografia, el cinema alternatiu, el videoart, "netart", el disseny gràfic, la tecnologia i la música electrònica es fusionen en un sol pensament cultural totalment necessari, no sols per la gran demanda de la joventut i per part de la societat, sinó per una gran necessitat de promoció dels nostres més preuats talents que actualment estan triomfant en tot el món, sumant-se a la col·laboració dels artistes més prestigiosos del planeta, per donar cabuda a un esdeveniment enfocat totalment a l'art, la cultura i l'oci. Aquests són l'essència i els fonaments del pensament d'Electrosonic Festival.
A més a més es pretén que "Electrosonic Festival" realitzi un important paper com a punt de trobada internacional de l'art digital i de la indústria, des de segells discogràfics a festivals, mànagers, comissaris o distribuïdores, tot això amb Burgos com a escenari.

## Artistes que han passat per "Electrosonic Festival"

### Primera edició
Edició 2005, 25 Juny Cerro de San Miguel
| Derrick May – Marco Carola – Cristian Varela – Pepo – Bando – Leandro Gámez – Chema Nox – Montxo – La Excepción – Rap'sus Klei & Hazhe – Carpe DM Army – Chinatown – Jewel con S. Delgado y Dj Inerzia – El Antídoto – Voz Armada – Señor Rojo – Cycle – Dj Xol – MK Milk – System-A-Tik MC's – Rank 1 – Dj Nano – Julius MC – JC Genius – Pg2 – Pablo Rey & Americano – Mub Dj – Dj Dark – Julio Marina – Álvaro Espinosa – Gustavo Robles – Karmakoma – D.Djs (Dalida & Dynamite) – Renny X-treme – Pure Hemp – Peke – Josele – Terry – Rob Loren – Image In – Caen – Philippe |

### Segona edició
Edició 2006, 1 i 2 de Setembre Platja "Fuente del Prior (Fuentes Blancas)"
| Fischerspooner – Carl Cox – Vitalic – Phil Hartnol (Orbital) – Karl Bartos (Kraftwerk) – John Acquaviva – Marco Carola – Felix Da Housecat – Ben Sims – Codec & Flexor – Marco Bailey – Cristian Varela – Ángel Molina – Óscar Mulero – Pepo – Bando – Glamour to Kill – Lethargy – Rich & Cool – Ratio – Joton – Demian – Chema Nox – David González – Montxo – V-Obsession – Gustavo Robles – Ismael del Val – Roberto Urquijo – Dr. Rubí – Sampleking – José Aguilera – Dave Zee – Antonio Espinosa – Jaime Ocaña – César del Río – Elesbaan – Hugoland – Sacha – Abel Ramos – Raúl Martín – Charles Bronson – Josele – David Fernández – Lolo González – Javier Blend – Fredy – Jorge Ruiz – Sergio Castilla – Tektun TV |

### Tercera edició
Edició 2007, 24 i 25 d'Agost Jardins de "Ruderales (Fuentes Blancas)"
| Jeff Mills – Mala Rodríguez – Vitalic – Tiga – Asian Dub Foundation Sound System – François K. – Ellen Allien – Cristian Varela vs. Marco Bailey – Frequency 7 (Ben Sims & Surgeon) – Óscar Mulero – Northern Lite – The Penelopes – Pet Duo – Pepo – Bando – Oxia – Teenage Bad Girl – Dominik Eulberg – Mendetz – Dorian – Aril Brikha – Delorean – David Carretta – David González – Joris Voorn – Kiki – Olivier Giacomotto vs. Damon Jee – Dj Link – Darío Núñez – Triángulo Amor Bizarro – Nocte – Chema Nox – Fernando Daxta – Joton – Demian – Nitsuga Kielmansegge- Ismael del Val – Gustavo Robles – Dan Axel – Jim Tronic – Pedro Almeida – Sergy Casttle – Tony Robert – Dj Stay – Bernardo Hangar – Cover (HD Substance & David Cano) – Demian – Eugenio Bonilla – Fernando Daxta – Gato Idiota – Lolo González – Mub – Pablo Casanova vs. Carlos Press – Pure Hemp – Renny Durante |

### Quarta edició
Edició 2008, 22 i 23 d'Agost Jardins de "Ruderales (Fuentes Blancas)"
| Carl Cox – Dave Clarke – Richie Hawtin – Dj Hell – Luciano – Rinocerose- Troy Pierce – Alexander Kowalski – Cristian Varela – Dj Murphy – Ben Sims – Dj Rush – Pet Duo – Oscar Mulero – Pepo – M.A.N.D.Y. – Dominik Eulberg – Heartthrob – Ricard Bartz – Dj T – Audiofly – Le Chic – Undo-Vicknoise – Birdy Nam Nam – Tadeo vs. Damian Schawartz – Delorean – Bando – Jon Rundell – Jaumëtic – Reeko – Sergy Casttle – Chema Nox – Ismael del Val – Fernando Daxta – David González – Fátima Hajji – Gustavo Robles – Lolo González – Javier Gómez – Dj Stay |